# NIC-12C
La NIC-12C es una autopista nacional catalogada como troncal principal ubicada en Nicaragua. La carretera inicia en el Norte en El Boquete en El Crucero, Managua hasta finalizar en el Sur en el poblado de Santa Ana, Managua.